# Eemnesserweg 79 (Baarn)
De villa aan de Eemnesserweg 79 is een gemeentelijk monument in Baarn in de provincie Utrecht.
De villa staat op de hoek van de Eemnesserweg en de Nieuw Baarnstraat. De voordeur aan de Eemnesserweg zit in een inpandig portiek. Rechts is een torenachtige uitbouw gemaakt. Aan de achterzijde is in 1917 een kamer aangebouwd. Het pand is lange tijd een pension geweest, na de verbouwing in 1990 heeft het een kantoorbestemming.